# وليام هيلي
وليام هيلي (بالإنجليزية: William Healy)‏ (و. 1881 – 1962 م) هو محامي، وقاضي، وسياسي من الولايات المتحدة الأمريكية.
توفي عن عمر يناهز 81 عاماً.

## مناصب
تولى منصب Member of the Idaho House of Representatives.

## التعليم
تعلم في University of Iowa College of Law ‏، وجامعة آيوا.